# Släktforskningsprogram

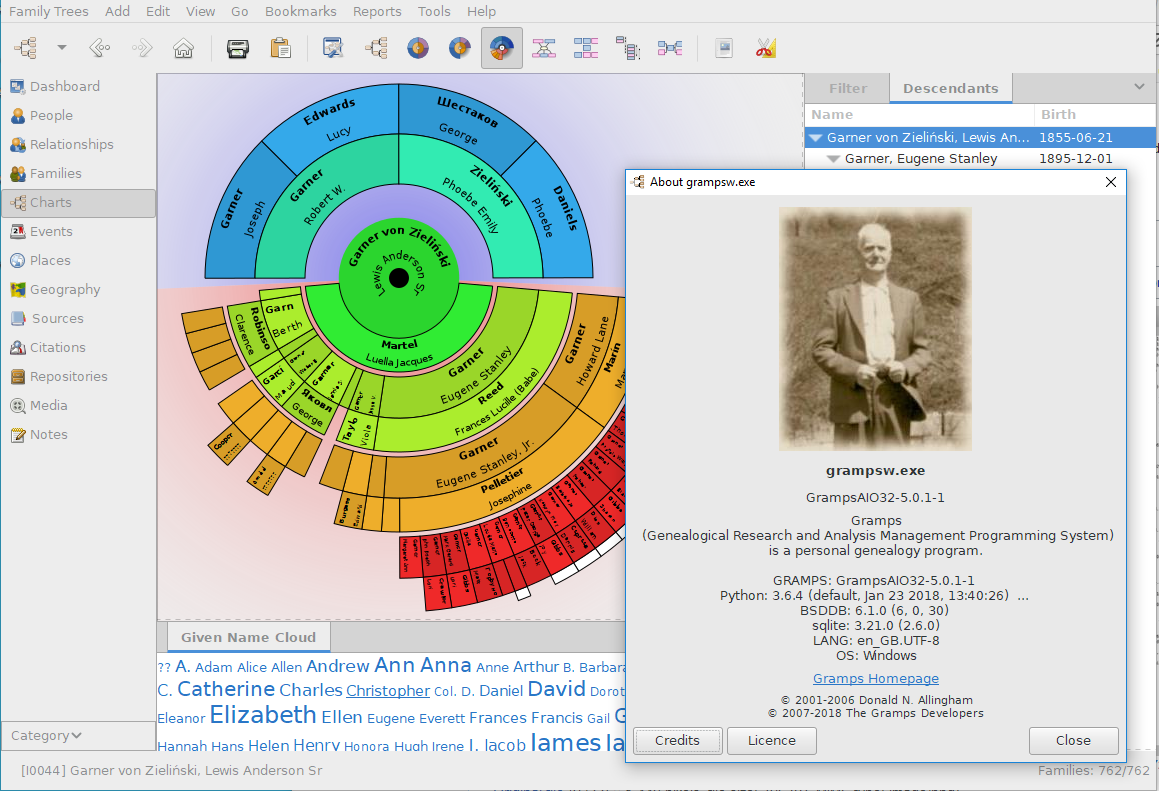
GRAMPS, ett exempel på ett genealogiprogram.

Genealogiprogram eller släktforskningsprogram är datorprogram för att registrera, lagra, sortera och visualisera genealogiska data.
Genealogiprogram finns dels som standaloneprogram där man på sin egen dator hanterar ett släktträd, dels som webbaserade program där släktträdet underhålls på en webbplats som delas av flera.

## Exempel på fristående släktforskningsprogram
- för Windows

- - Anarkiv
  - Ancestris
  - DISGEN, svenskt
  - Genealogen (gratis, svenskspråkigt)
  - GeneWeb, (gratis, flerspråkigt, bland annat svenska)
  - Genney, svenskt
  - GRAMPS (gratis, öppen källkod, svenskspråkigt)
  - Holger, svenskt
  - Kyrkbok (genealogiprogram) (verkar ha upphört/försvunnit)
  - Legacy Family Tree, gratis standardversion, svenskspråkigt
  - MinSläkt, svenskt
  - WinFamily, svenskt

- för Linux/UNIX
  - Ancestris
  - GeneWeb, (gratis, flerspråkigt, bland annat svenska)
  - Genney, svenskt
  - GRAMPS (för Linux, BSD, Solaris, öppen källkod, svenskspråkigt)

- för Macintosh
  - Ancestris
  - GeneWeb, (gratis, flerspråkigt, bland annat svenska)
  - Genney, svenskt
  - GRAMPS

- för java-plattform
  - GenealogyJ

- Webbaserade program
  - GeneWeb, (gratis, flerspråkigt, bland annat svenska)
  - PhpGedView
  - WebTrees, en förgrening av PhpGedView, skapad 2010.

## Webbaserade tjänster
Följande webbplatser är databaser för publicering av släktträd på webben. I de flesta fall kräver de inte någon särskild användarprogramvara för att visa eller redigera släktträden, utan användare kan redigera och publicera släktträd "online" via sin webbläsare. Användare kan i de flesta fall även ladda upp och ned släktträd som man skapat på GEDCOM-format, och på så sätt överföra släktträd mellan olika databaser. 
Flera av webbtjänsterna är öppna databaser som möjliggör att flera användare kopplar samman släktträd, och att man kan tillåta andra användare att kollaborativt ändra de uppgifter man har matat in. Fördelen är att släktträdet på så sätt växer mycket snabbt, och att man kan söka efter släktskap med släktforskande vänner såväl som kändisar. Nackdelen är att det kan uppstå dubbletter, inkonsistent information och blandning av språk och format. Ofta saknas källhänvisningar. Obekräftade uppgifter som funnits i gamla genealogier men som släktforskningssamfundet idag är skeptisk till cirkulerar ofta på denna typ av öppna webbplatser. Ett typiskt exempel är släktskap med Bureätten. I många fall går det inte att ta bort ett släktträd när man väl har laddat upp det till en öppen databas. Den som laddar upp ett släktträd till en öppen databas bör vara beredd på att släktträdet ständigt förändras, men ändå förekommer att användare vägrar tillåta andra att åtgärda felaktig information. 
Några av webbtjänsterna fungerar även som sociala nätverk för att kommunicera med släktingar och släktforskande vänner, få födelsedagspåminnelser, utbyta fotografier, med mera. Sociala nätverk är exempel på så kallade Web 2.0-tjänster, och följaktligen kallas dessa sociala genealogiska webbtjänster ibland Family 2.0.

### Exempel på webbaserade tjänster och onlinedatabaser
Av följande tabell framgår att den online-databas som innehåller flest svenska poster är ancestry.se, den databas som genererar mest datatrafik internationellt är ancestry.com, och den databas som genererar mest datatrafik inom Sverige är myheritage.com (bland de databaser som statistik finns tillgänglig för).
| Webbplats                            | Google träffstatistik på vanligt svenskt namn | Alexa trafikrank globalt | Alexa trafikrank inom Sverige | Kostnadsfri funktionalitet | Avgiftsbelagd funktionalitet                                                                                    |
| ------------------------------------ | --------------------------------------------- | ------------------------ | ----------------------------- | --- | --- |
| MyHeritage inklusive f.d. Kindo.com. | 11 600                                        | 2 135                    | 2 217                         | - Svenskspråkigt gränssnitt. - Socialt nätverk. | |
| Ancestry                             | 4 085 212                                     | 257 822                  | 4 900                         | - Svenskspråkigt användargränssnitt. | |
| Disbyt                               | N/A                                           | N/A                      | N/A                           | - Gäst inloggning för att söka med begränsade resultat. | - Utökade resultat beroende på hur mycket medlem bidragit med till Disbyt.                                      |
| FamilySearch                         | 1 677 505                                     | 9 387                    | N/A                           | - Webbaserad redigering av globalt släktträd. - Kollaborativ redigering samt ihopslagning av dubbletter med ändringshistorik och möjlighet att backa. - System för källhantering och återanvändning av källa. - Sökning i globalt träd. - Sökning i stor samling anslutna databaser. - Automatiska matchningar av personer i träd mot dokument i anslutna databaser. - Anslutna databaser växer kontinuerligt med data från hundratals pågående globala indexeringsprojekt. - GEDCOM - Synkronisering av data mot Roots Magic med flera. | |
| Geni.com                             | 74 800                                        | 7 690                    | N/A                           | - Socialt nätverk. - Webbaserad redigering av eget släktträd. - Upp- och nedladdning av GEDCOM-filer. - Trädstruktur visas endast för inloggade användare. | - Sökning i andra användares träd. - Sammankoppling med andras träd. - Kollaborativ redigering av vänners träd. |
| Familylink                           | 69 467                                        | 127 160                  | N/A                           | - Kostnadsfri. | |
| genvagar.nu                          | 18 400                                        | 8 687 618                | N/A                           | - Svenskspråkigt användargränssnitt. | |
| slaktdata.org                        | 1 640                                         | 14 470 953               | N/A                           | | |
| genealogy.com                        | 1 520                                         | 15 346                   | N/A                           | - Engelskt användargränssnitt. | |
| wikitree.com                         | 100                                           | 200 608                  | N/A                           | - Engelskt användargränssnitt. | |
| rodovid.org                          | 51                                            | 180 314                  | N/A                           | - Wikibaserad. - Flerspråkig. Ännu ej svenska. - Kostnadsfri. | |
| geneanet.org                         | 35                                            | 7 827                    | N/A                           | - Flerspråkig - med svenskspråkigt användargränssnitt. - Webbaserad redigering av eget släktträd. - Upp- och nedladdning av GEDCOM-filer. - Sökning i andra användares träd. | |

N/A = No Answer indikerar att uppgift saknas.

### Fotnoter
1. ↑  Antal sidor om "Anders Andersson" (vanligt svenskt namn, ovanligt på andra språk) enligt webbplatens eller Googles träffstatistik april 2015, genom sökning på exempelvis "Anders Andersson" site:Geni.com
2. 1 2  Sökning på alexa.com Arkiverad 9 augusti 2009 hämtat från the Wayback Machine. april 2015. Ju högre popularitet desto lägre rankingsiffra.